# Oberkrämer
Oberkrämer – gmina w Niemczech w kraju związkowym Brandenburgia, w powiecie Oberhavel.

## Dzielnice
W skład gminy wchodzą następujące dzielnice:
- Bärenklau
- Bötzow
- Eichstädt
- Marwitz
- Neu-Vehlefanz
- Schwante
- Vehlefanz